# Georges Perros

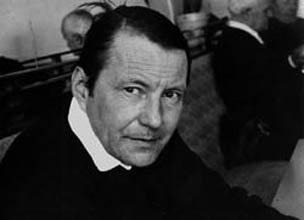
Georges Perros

Georges Perros (Parijs, 23 augustus 1923 - Douarnenez, 24 januari 1978) was een Frans schrijver.
Perros was een idiosyncratisch schrijver die bewust in de marge van de literatuur opereerde. Tot het laatst toe bleef hij notities maken voor zijn Papiers collés, zijn nimmer eindigend "Plakboek" (in Nederland verschenen in de reeks Privé-Domein).
In zijn "plakboek" schrijft Perros met een grote intensiteit en luciditeit over zijn persoonlijk leven: zijn gezin, zijn vrienden, zijn lievelingsboeken, zijn herinneringen aan literatuur en toneel in Parijs, de stormluchten boven zijn geliefde Bretagne, de verwaaide landschappen waar hij zo graag op zijn motor doorheen reed. Perros gold in kleine kring als de stilist van het gewone leven. Hij vertelt niet zozeer, maar hij ontdekt en betrapt het leven door zijn ontregelende manier van denken en schrijven. Niet voor niets was hij een bewonderaar van Kafka en Rimbaud. Wars van clichés, van de artistieke trends in het verre Parijs, is hij voortdurend op zoek naar de harde, 'ware' kern van de dingen.
In 1973 ontving hij de Prix Littéraire Valery Larbaud.